# Black Buffers
Die Black Buffers waren eine paramilitärisch organisierte rechtsgerichtete Sicherheitsorganisation, welche sich aus schwarzen Ex-Sträflingen zusammensetzte und 1968 nach den Krawallen in der Folge der Ermordung von Martin Luther King durch die Straßen von Washington, D.C. patrouillierte. Ideologisch verbanden die Black Buffers evangelikalen Glauben mit schwarzem Nationalismus und Unternehmertum. Organisiert und kontrolliert wurden die Black Buffers von der evangelikalen Organisation The Family, welche sie als rechtsgerichtete Antwort zu den Black Panthers aufbaute. Involviert in den Aufbau der Black Buffers waren unter anderem der spätere Kaplan des US-Senats, Richard C. Halverson, eine Gruppe evangelikaler weißer Geschäftsleute, der schwarze Prediger William Porter und der Soziologie-Professor John Staggers.
Finanziell unterstützt wurde die Organisation auch durch das Bürgermeisteramt von D.C. und das Office of Economic Opportunity.